# Mikró Perivoláki
Mikró Perivoláki (Mikro Perivolaki) är en ort i Grekland.   Den ligger i prefekturen Nomós Magnisías och regionen Thessalien, i den centrala delen av landet, 180 km nordväst om huvudstaden Aten. Mikró Perivoláki ligger 212 meter över havet och antalet invånare är 343.
Terrängen runt Mikró Perivoláki är kuperad åt sydväst, men åt nordost är den platt. Runt Mikró Perivoláki är det ganska glesbefolkat, med 25 invånare per kvadratkilometer. Närmaste större samhälle är Néa Anchiálos, 19,8 km sydost om Mikró Perivoláki. Trakten runt Mikró Perivoláki består till största delen av jordbruksmark.